# Thuridilla hopei
Thuridilla hopei é uma espécie de molusco pertencente à família Plakobranchidae.
A autoridade científica da espécie é Vérany, tendo sido descrita no ano de 1853.
Trata-se de uma espécie presente no território português, incluindo a zona económica exclusiva.